# Puerto Rico Open 1990
Il Puerto Rico Open 1990 è stato un torneo di tennis giocato sul cemento. È stata l'8ª edizione del torneo, che fa parte della categoria Tier IV nell'ambito del WTA Tour 1990. Si è giocato a Dorado, in Porto Rico, dal 22 al 28 ottobre 1990.

## Campionesse

### Singolare
Jennifer Capriati ha battuto in finale  Zina Garrison-Jackson con il punteggio di 5–7, 6–4, 6–2

### Doppio
Elena Brjuchovec /  Natalija Medvedjeva hanno battuto in finale  Amy Frazier /  Julie Richardson con il punteggio di 6–4, 6–2